# León Zubieta
Enrique Torres Zubieta, también conocido como León Zubieta (Guadalajara, Jalisco, 10 de agosto de 1962), es un escritor mexicano, autor de los libros Amor, ¿sin condiciones? y Autoestima: la llave del éxito (firmados como Enrique Torres Zubieta), así como Muerte a plazos, Hado rojo y otros cuentos y Cuentos de lo inexplicable: historias cortas del más allá (firmados como León Zubieta).

## Biografía
Nació en la ciudad de Guadalajara, Jalisco, pero creció en Ciudad Satélite, Estado de México, donde su familia se estableció cuando tenía apenas dos años.
En 1999 escribe dos libros de bolsillo sobre temas de superación personal, uno sobre relaciones y el otro sobre autoestima, ambos editados por la Editorial Sansores-Fernández.
En el 2015 decide incursionar en la ficción y desde entonces ha escrito varios cuentos, algunos de ellos publicados por el suplemento cultural Ágora del Diario de Colima. A finales del 2017 comienza a escribir su primera novela, Muerte a plazos, que edita la Editorial Círculo Rojo en agosto de 2018. Para diferenciar su producción de obras de ficción, decide comenzar a firmar éstas con el seudónimo León Zubieta.
En mayo de 2020 publica en la plataforma de Amazon dos antologías de cuentos, la primera con 13 historias cortas de terror y eventos paranormales con el título Cuentos de lo inexplicable: historias cortas del más allá. La segunda es Hado rojo y otros cuentos con 38 relatos cortos y microrrelatos de diversos géneros.

## Obra

### Ensayos
- Amor, ¿sin condiciones? (1999)
- Autoestima: la llave del éxito (1999)[3]

### Novela
- Muerte a plazos (2018)[4]

### Antologías de cuentos
- Hado rojo y otros cuentos (2020)
- Cuentos de lo inexplicable: historias cortas del más allá (2020).[5]